# Ронні Рейс
Ронні Рейс (англ. Ronni Reis; нар. 10 травня 1966) — колишня американська тенісистка.
Найвищу одиночну позицію світового рейтингу — 78 місце досягла 27 лютого, 1989, парну — 31 місце — 1 серпня, 1988 року.
Здобула 2 парні титули.

## Фінали Туру WTA

### Парний розряд 4 (2-1)
| Легенда        |   |
| Великий шлем   | 0 |
| Чемпіонати WTA | 0 |
| Tier I         | 0 |
| Tier II        | 0 |
| Tier III       | 0 |
| Tier IV & V    | 1 |

| Титули за покриттям |   |
| Тверде              | 1 |
| Ґрунт               | 0 |
| Трава               | 0 |
| Килим               | 0 |

| Результат | Ранг | Дата           | Турнір                  | Покриття | Партнерка       | Суперниці                        | Рахунок    |
| --------- | ---- | -------------- | ----------------------- | -------- | --------------- | -------------------------------- | ---------- |
| Перемога  | 1.   | 18 жовтня 1987 | Сан-Хуан (Пуерто-Рико)  | Тверде   | Ліз Грегорі     | Кеммі Макгрегор Синтія Макгрегор | 7–5, 7–5   |
| Перемога  | 2.   | 31 липня 1988  | Аптос, Каліфорнія, США  | Тверде   | Ліз Грегорі     | Патті Фендік Джилл Гетерінгтон   | 6–3, 6–4   |
|           | 3.   | 23 жовтня 1989 | Сан-Хуан (Пуерто-Рико)  | Тверде   | Кеммі Макгрегор | Джиджі Фернандес Робін Вайт      | Rained out |
| Поразка   | 4.   | 15 жовтня 1990 | Скоттдейл, Аризона, США | Тверде   | Сенді Коллінз   | Еліз Берджін Гелен Келесі        | 4–6, 2–6   |